# Nij Altoenae
Nij Altoenae (Bildts en Fries: Nij Altena) is een dorp in de gemeente Waadhoeke, in de Nederlandse provincie Friesland. Het dorp ligt tussen de  Waddenzee en Sint Annaparochie en Zwarte Haan/Stad Niks aan de Oude Vaart. In 2023 telde het dorp 325 inwoners.

## Geschiedenis

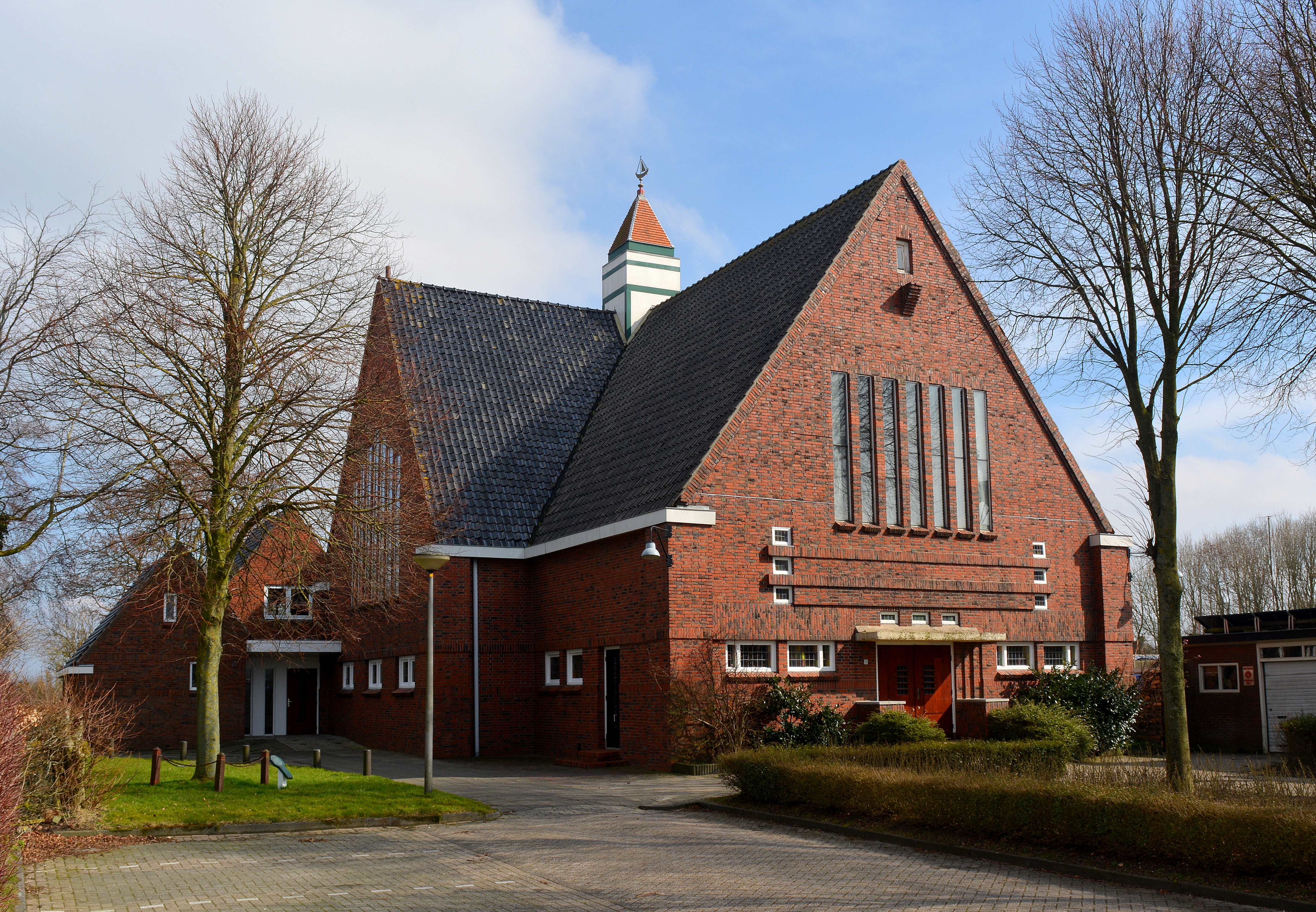
Kerk tussen de Dijken

De plaats is ontstaan in het begin van de 19e eeuw als een kleine nederzetting ten noorden van Sint Annaparochie, op de kruising van de Noordervaart en de Oude Vaart. De plaats werd 't Wegje genoemd, naar de Schuringaweg die ook wel bekend staat als ut wechie (vertaald: 'het weggetje'). Meer dan een paar boerderijen was het niet.
In 1903 werd aan de Schuringaweg een schooltje geopend met drie leslokalen. Bij de school hoorde een onderwijzerswoning. In 1918 volgde een Gereformeerde kerk. Deze kerk werd in 1928 vervangen door de huidige Kerk tussen de Dijken. 
In 1951 kreeg de buurtschap de huidige naam, Nij Altoenae. Nij Altoenae is een verwijzing naar het dorp Sint Annaparochie, dat oorspronkelijke Altoenae heette. Dit Altoenae verwijst weer naar de oorspronkelijke woonplaats van de bedijkers van het Bildt, die in 1505 (deels) uit het Land van Heusden en Altena kwamen.

## Dorpsstatus
In 1982 vroeg de vereniging voor Plaatselijk Belang Nij Altoenae, Oude- en Nieuwe Bildtdijken de dorpsstatus aan. Na een handtekeningenactie van tegenstanders werd het te nemen besluit opgeschort. In 1991 haalden de voorstanders in een referendum niet de vereiste tweederdemeerderheid. In 1999 verloren de voorstanders van de dorpsstatus een referendum omdat de opkomstdrempel net niet werd gehaald.
In 2005 vroeg de vereniging voor Plaatselijk Belang Nij Altoenae, Oude- en Nieuwe Bildtdijken opnieuw de dorpsstatus aan. De gemeenteraad kende deze op 16 februari 2006 toe voor het gebied binnen de kom van het dorp. De bewoners van drie buitengebieden mochten zich in een referendum uitspreken over het uitbreiden van de dorpsstatus tot hun gebied; de meerderheid was tegen en wilde liever bij Sint Annaparochie blijven. Nij Altoenae kreeg per 1 oktober 2006 de dorpsstatus. Er was echter geen postcode meer beschikbaar dus het hoorde voor de post nog bij Sint Annaparochie. Eind 2007 kreeg Nij Altoenae een van de twee postcodes van Oude Leije. Deze postcode werd per 1 mei 2008 voor Nij Altoenae operationeel.
Het noordelijke buitengebied met Stad Niks, waar de meeste tegenstand bestond tegen het nieuwe dorp, bleef bij Sint Annaparochie.

## Onze Lieve Vrouw van Nij Altoenae
Binnen de rooms-katholieke gemeenschap is Nij Altoenae bekend vanwege een aantal vermeende Mariaverschijningen in Sint Annaparochie.

## Cultuur
De Brassband Blaast de Bazuin is gevestigd in het dorp. Sinds 2000 is er in Nij Altoenae een dorpshuis, De Utwyk.

## Onderwijs
Het dorp heeft een eigen basisschool, De Noordster.